# Чемпіонат світу з легкої атлетики в приміщенні 1987
Чемпіонат світу з легкої атлетики в приміщенні 1987 відбувся 6-8 березня в Індіанаполісі на арені «Гузер Доум».

## Призери

### Чоловіки
| Дисципліни            | Золото                     | Золото       | Срібло                           | Срібло   | Бронза                            | Бронза   |
| --------------------- | -------------------------- | ------------ | -------------------------------- | -------- | --------------------------------- | -------- |
| 60 метрів             | Лі Мак-Рей США             | 6,50 WIR     | Марк Візерспун США               | 6,54     | П'єрфранческо Павоні Італія       | 6,59     |
| 200 метрів            | Кірк Баптіст США           | 20,73 CR     | Брюно Марі-Роз Франція           | 20,89    | Робсон да Сілва Бразилія          | 20,92    |
| 400 метрів            | Антоніо Маккей США         | 45,98        | Роберто Ернандес Куба            | 46,09    | Майкл Франкс США                  | 46,19    |
| 800 метрів            | Жозе Луїс Барбоса Бразилія | 1.47,49      | Володимир Граудинь СРСР          | 1.47,68  | Фаузі Лахбі Алжир                 | 1.47,79  |
| 1500 метрів           | Маркус О'Салліван Ірландія | 3.39,04 CR   | Хосе Мануель Абаскаль Іспанія    | 3.39,13  | Ган Кюлкер Нідерланди             | 3.39,51  |
| 3000 метрів           | Френк О'Мара Ірландія      | 8.03,32      | Пол Донован Ірландія             | 8.03,39  | Террі Брам США                    | 8.03,92  |
| 60 метрів з бар'єрами | Тоні Кемпбелл США          | 7,51 CR      | Стефан Карістан Франція          | 7,62     | Найджел Вокер Велика Британія     | 7,66     |
| Ходьба 5000 метрів    | Михайло Щенніков СРСР      | 18.27,79 WIR | Йозеф Прибилинець Чехословаччина | 18.27,80 | Ернесто Канто Мексика             | 18.38,71 |
| Стрибки у висоту      | Ігор Паклін СРСР           | 2,38 CR      | Геннадій Авдєєнко СРСР           | 2,38 CR  | Ян Звара Чехословаччина           | 2,34     |
| Стрибки з жердиною    | Сергій Бубка СРСР          | 5,85 CR      | Ерл Белл США                     | 5,80     | Тьєррі Віньєрон Франція           | 5,80     |
| Стрибки в довжину     | Ларрі Майрікс США          | 8,23 CR      | Пол Еморді Нігерія               | 8,01     | Джованні Еванджелісті Італія      | 8,01     |
| Потрійний стрибок     | Майк Конлі США             | 17,54 CR     | Олег Проценко СРСР               | 17,26    | Френк Разерфорд Багамські Острови | 17,02    |
| Штовхання ядра        | Ульф Тіммерманн НДР        | 22,24 CR     | Вернер Гюнтер Швейцарія          | 21,61    | Сергій Смирнов СРСР               | 20,67    |

### Жінки
| Дисципліни            | Золото                      | Золото       | Срібло                            | Срібло   | Бронза                   | Бронза   |
| --------------------- | --------------------------- | ------------ | --------------------------------- | -------- | ------------------------ | -------- |
| 60 метрів             | Неллі Фіре-Коман Нідерланди | 7,08 CR      | Анелія Нунева Болгарія            | 7,10     | Анджела Бейлі Канада     | 7,12     |
| 200 метрів            | Гайке Дрекслер НДР          | 22,27 WIR    | Мерлін Отті-Пейдж Ямайка          | 22,66    | Грейс Джексон Ямайка     | 23,21    |
| 400 метрів            | Сабіне Буш НДР              | 51,66 CR     | Ліллі Лезервуд США                | 52,54    | Юдіт Форгач Угорщина     | 52,68    |
| 800 метрів            | Крістіне Вахтель НДР        | 2.01,32 CR   | Габріела Седлакова Чехословаччина | 2.01,85  | Любов Кирюхіна СРСР      | 2.01,98  |
| 1500 метрів           | Дойна Мелінте Румунія       | 4.05,68 CR   | Тетяна Самоленко СРСР             | 4.07,08  | Світлана Кітова СРСР     | 4.07,59  |
| 3000 метрів           | Тетяна Самоленко СРСР       | 8.46,52      | Ольга Бондаренко СРСР             | 9.09,66  | Маричика Пуйке Румунія   | 9.12,12  |
| 60 метрів з бар'єрами | Корнелія Ошкенат НДР        | 7,82 CR      | Йорданка Донкова Болгарія         | 7,85     | Гінка Загорчева Болгарія | 7,99     |
| Ходьба 3000 метрів    | Ольга Криштоп СРСР          | 12.05,49 WIR | Джуліана Сальче Італія            | 12.36,76 | Енн Піл Канада           | 12.38,97 |
| Стрибки у висоту      | Стефка Костадинова Болгарія | 2,05 WIR     | Сузанне Беєр НДР                  | 2,02     | Емілія Драгієва Болгарія | 2,00     |
| Стрибки в довжину     | Гайке Дрекслер НДР          | 7,10 CR      | Хельга Радтке НДР                 | 6,94     | Олена Белевська СРСР     | 6,76     |
| Штовхання ядра        | Наталія Лісовська СРСР      | 20,52 CR     | Ілона Брізенік НДР                | 20,28    | Клаудія Лош ФРН          | 20,14    |

## Медальний залік
| Місце               | Країна              | Золото | Срібло | Бронза | Загалом |
| ------------------- | ------------------- | ------ | ------ | ------ | ------- |
| 1                   | СРСР                | 6      | 5      | 4      | 15      |
| 2                   | США                 | 6      | 3      | 2      | 11      |
| 3                   | НДР                 | 6      | 3      | 0      | 9       |
| 4                   | Ірландія            | 2      | 1      | 0      | 3       |
| 5                   | Болгарія            | 1      | 2      | 2      | 5       |
| 6                   | Бразилія            | 1      | 0      | 1      | 2       |
| 6                   | Нідерланди          | 1      | 0      | 1      | 2       |
| 6                   | Румунія             | 1      | 0      | 1      | 2       |
| 9                   | Франція             | 0      | 2      | 1      | 3       |
| 9                   | Чехословаччина      | 0      | 2      | 1      | 3       |
| 11                  | Італія              | 0      | 1      | 2      | 3       |
| 12                  | Ямайка              | 0      | 1      | 1      | 2       |
| 13                  | Іспанія             | 0      | 1      | 0      | 1       |
| 13                  | Куба                | 0      | 1      | 0      | 1       |
| 13                  | Нігерія             | 0      | 1      | 0      | 1       |
| 13                  | Швейцарія           | 0      | 1      | 0      | 1       |
| 17                  | Канада              | 0      | 0      | 2      | 2       |
| 18                  | Багамські Острови   | 0      | 0      | 1      | 1       |
| 18                  | Велика Британія     | 0      | 0      | 1      | 1       |
| 18                  | Марокко             | 0      | 0      | 1      | 1       |
| 18                  | Мексика             | 0      | 0      | 1      | 1       |
| 18                  | Угорщина            | 0      | 0      | 1      | 1       |
| 18                  | ФРН                 | 0      | 0      | 1      | 1       |
| Загалом (23 збірні) | Загалом (23 збірні) | 24     | 24     | 24     | 72      |